# 17104 МакКлоскі
17104 МакКлоскі (17104 McCloskey) — астероїд головного поясу, відкритий 10 травня 1999 року.
Тіссеранів параметр щодо Юпітера — 3,177.